# 2022 في موريتانيا
تحتوي هذه المقالة على أهم الأحداث التي شهدتها موريتانيا في 2022، إضافة إلى أهم الشخصيات الموريتانية المولودة والمتوفية في هذه السنة.